# Pedro Rivero
Pedro Rivero del Caz (Segovia, 22 luglio 1979) è un allenatore di pallacanestro ed ex cestista spagnolo.

## Palmarès
- Copa Princesa de Asturias: 2

Palencia: 2023
Estudiantes: 2024